# Арнаутов, Владимир Владимирович
Владимир Владимирович Арнаутов (12 октября 1951 ― 22 апреля 2013) ― советский и российский педагог, Народный учитель Российской Федерации (2004), заслуженный учитель школы Российской Федерации (1993).

## Биография
Владимир Владимирович Арнаутов родился 12 октября 1951 года.
Завершил обучение в Михайловском профессионально-педагогическом училище, а затем получил высшее педагогическое образование. Защитил докторскую диссертацию по педагогике.
Всю свою трудовую деятельность посвятил работе в Михайловском профессионально-педагогическом колледже. С 1988 года и до 2012 года работал в должности бессменного директора средне специального учреждения. Инициатор многих нововведений и инноваций. Был членом диссертационных Советов ряда высших учебных заведений города Волгограда и Всероссийского Совета директоров колледжей.
За выдающийся вклад в отечественное образование и многолетний добросовестный труд указом Президента Российской Федерации от 22 мая 2004 года Владимиру Владимировичу Арнаутову присвоено почетное звание «Народный учитель Российской Федерации».
В 2007 году баллотировался на выборах депутатов Государственной Думы от Аграрной партии России по единым избирательным спискам региональной группы. В парламент не избрался.
На протяжении трёх лет возглавлял Михайловскую городскую Думу.
Проживал в городе Михайловке Волгоградской области. Умер 22 апреля 2013 года.
Доктор педагогических наук. Академик Международной академии наук педагогического образования. Академик Академии творческой педагогики. Действительный член Академии информатизации. Член-корреспондент Академии профессионального образования. Трижды удостоен Почетного звания «Лидер среднего профессионального образования России» и трижды — «Директор года России».

## Награды и звания
- Орден Почёта (08.01.1999)[5],
- Народный учитель Российской Федерации (22.05.2004)[6],
- Заслуженный учитель школы Российской Федерации (22.12.1993)[7],
- Почётный работник высшего профессионального образования РФ,
- Знак «Отличник народного просвещения»,
- Национальный Орденом «Персона Эпохи»,
- Бронзовый знак III степени и Серебряный знак II степени ВГПУ «За заслуги»,
- Грамоты Министерства образования и науки РФ,
- Почётный гражданин города Михайловка.

## Память
- В здании Михайловского профессионально-педагогического колледжа установлена мемориальная доска памяти народного учителя РФ[8].
- В 2014 году Михайловскому профессионально-педагогическому колледжу присвоено имя Народного учителя Российской Федерации В. В. Арнаутова[9].